# (159814) Saguaro
(159814) Saguaro est un astéroïde de la ceinture principale.

## Description
(159814) Saguaro est un astéroïde de la ceinture principale. Il fut découvert le 27 septembre 2003 à l'observatoire Kleť par le projet KLENOT. Il présente une orbite caractérisée par un demi-grand axe de 2,61 UA, une excentricité de 0,23 et une inclinaison de 10,4° par rapport à l'écliptique.

## Compléments